# Ernst Bickel
Ernst Johann Friedrich Bickel (Wiesbaden, 26 de noviembre de 1876 - Bonn, 10 de abril de 1961) fue un filólogo clásico e historiador de la literatura romana alemán.

## Biografía
Su hermano mayor, Adolf Bickel, fue médico y profesor adjunto de fisiopatología en la Universidad de Berlín, pero él prefirió estudiar filología en las Universidades de Estrasburgo y Bonn, donde tuvo por maestros a Franz Bücheler, Hermann Usener y Anton Elter. Se doctoró en 1900 y se convirtió en profesor de filología clásica en la Universidad de Bonn en 1906. Poco después se trasladó a Greifswald como profesor asociado. De 1909 a 1921 fue también profesor asociado en la Universidad de Kiel y, más tarde, fue titular en la Universidad de Königsberg (1921–28). De 1928 a 1948 fue catedrático de filología clásica y literatura romana en la Universidad de Bonn. En 1935 sucedió a Friedrich Marx como editor de la revista Rheinisches Museum für Philologie. Su tratado sobre métricas antiguas (Antike Metrik, 1912) se incluyó en el Einleitung in die Altertumswissenschaft de Alfred Gercke y Eduard Norden.
Durante la República de Weimar, Bickel se afilió al Partido Popular Nacional Liberal Alemán y durante el nazismo se comportó con lealtad al régimen, sin aparecer sin embargo en puestos relevantes. Se unió a la Asociación Nacional de Maestros Socialistas en 1933, pero no se comprometió con la ideología prevaleciente y mantuvo las influencias nacionalsocialistas fuera de sus investigaciones. Aunque su jubilación debía sobrevenirle en 1941, se pospuso a causa de sus méritos como docente e investigador y su popularidad entre los estudiantes, y desde el semestre de verano de 1943 hasta el de invierno de 1943/44 fue decano de la Facultad de Artes. Tras el final de la Segunda Guerra Mundial, Bickel permaneció en su puesto como profesor de filología clásica y se retiró en 1948 a la edad de 71 años para hacerse cargo de la recién creada Cátedra de Elocuencia, de la que se retiró solo en 1960 a la edad de 84 años.

## Obras principales
- De Ioannis Stobaei excerptis Platonicis De Phaedone (1902).
- Diatribe in Senecae Philosophi fragmenta (1915).
- Der altrömische Gottesbegriff (1921).
- Homerischer Seelenglaube: Geschichtliche Grundzüge menschlicher Seelenvorstellungen (1926).
- Lehrbuch der Geschichte der Römischen Literatur (1937, 2.ª ed. 1961) Traducida el español como Historia de la literatura romana, Madrid: Gredos, 1982.
- Friedrich Ritschl und der Humanismus in Bonn (1946).
- Themistokles (1947).
- Homer, die Lösung der homerischen Frage (1948).
- Arminiusbiographie und Sagen-Sigfrid (1949).